# Glazige buisjeszwam
De glazige buisjeszwam (Physisporinus vitreus) is een schimmel behorend tot de familie Meripilaceae. Hij leeft saprotroof op stronken, soms op takken of stammen van loofbomen als Fagus, Berk (Betula) en kan zich van hieruit over de bosbodem uitbreiden. hij komt voor in loofbossen en gemengde bossen op voedselarme zandgrond, ook in loofbossen op vochtige klei. Hij veroorzaakt witrot.

## Kenmerken
Het resupinaat is witachtige, wasachtige en vaak vlekkende (rood tot zwart).  Hij heeft een monomitisch hyfensysteem. De sporen zijn bolvormig tot breed ellipsoïde en de cystidia zijn spoelvormig.

## Verspreiding
In Nederland komt de glazige buisjeszwam algemeen voor. Hij staat niet op de rode lijst.